# Serie (matematica)
In matematica, una serie è la somma degli elementi di una successione, appartenenti in generale ad uno spazio vettoriale topologico. Si tratta di una generalizzazione dell'operazione di addizione, che può essere in tal modo estesa al caso in cui partecipano infiniti termini (la particolarità della serie è che essa può convergere oltre che divergere nonostante si tratti di una somma di infiniti termini).
Le serie si distinguono primariamente in base alla natura degli oggetti che vengono sommati, che possono essere ad esempio numeri (reali o complessi) o funzioni, ma si utilizzano anche serie formali di potenze, serie di vettori, di matrici e, più in astratto, di operatori. Nell'ambito della teoria dei linguaggi formali vi sono le serie di variabili non commutative, cioè serie di stringhe.
Tra le serie di particolare interesse vi è la serie aritmetica, caratterizzata dal fatto che la differenza tra ciascun termine e il suo precedente è una costante, e la serie geometrica, in cui il rapporto tra ciascun termine e il suo precedente è una funzione costante. Nel caso più generale, in cui il rapporto fra termini successivi è una funzione razionale, la serie è detta ipergeometrica.
Di particolare importanza in analisi complessa sono le serie di funzioni che sono serie di potenze, come la serie geometrica e la serie di Taylor. Le serie di funzioni costituiscono inoltre efficaci strumenti per lo studio delle funzioni speciali e per la risoluzione di equazioni differenziali.

## Definizione
Si consideri una successione di elementi {\displaystyle \{a_{n}\}}. Si definisce serie associata ad {\displaystyle \{a_{n}\}} la somma formale:
{\displaystyle \sum _{n=0}^{\infty }a_{n}=a_{0}+a_{1}+a_{2}+\cdots }
Per ogni indice {\displaystyle k} della successione si definisce successione delle somme parziali (o ridotte) {\displaystyle \{S_{k}\}} associata a {\displaystyle \{a_{n}\}} la somma dei termini della successione {\displaystyle \{a_{n}\}} da {\displaystyle a_{0}} a {\displaystyle a_{k}}:
{\displaystyle S_{k}=\sum _{n=0}^{k}a_{n}=a_{0}+a_{1}+\cdots +a_{k}.}
Si dice che la serie {\displaystyle \sum _{n=0}^{\infty }a_{n}} tende o converge al limite {\displaystyle L} se la relativa successione delle somme parziali {\displaystyle S_{k}} converge a {\displaystyle L}. Ovvero:
{\displaystyle L=\sum _{n=0}^{\infty }a_{n}}
se e solo se:
{\displaystyle L=\lim _{k\rightarrow \infty }S_{k}.}
Questo limite si dice somma della serie.
Più in generale, sia {\displaystyle f\colon I\to G} una funzione da un insieme di indici {\displaystyle I} a un insieme {\displaystyle G}. Allora la serie associata ad {\displaystyle f} è la somma formale:
{\displaystyle \sum _{x\in I}f(x)\quad f(x)\in G}
Se {\displaystyle I=\mathbb {N} }, la funzione {\displaystyle f\colon \mathbb {N} \to G} è una successione, con {\displaystyle f(n)=f_{n}}. Nel caso in cui {\displaystyle G} è un semigruppo, la successione delle somme parziali {\displaystyle \{S_{k}\}\subset G} associata a {\displaystyle \{f_{n}\}\subset G} è definita per ogni {\displaystyle k} come la somma della successione {\displaystyle \{f_{n}\}} da {\displaystyle f_{0}} a {\displaystyle f_{k}}:
{\displaystyle S_{k}=\sum _{n=0}^{k}f_{n}=f_{0}+f_{1}+\cdots +f_{k}.}
Se inoltre il semigruppo {\displaystyle G} è uno spazio topologico, allora la serie {\displaystyle \sum _{n=0}^{\infty }f_{n}} converge a {\displaystyle L\in G} se e solo se la relativa successione delle somme parziali {\displaystyle \{S_{k}\}} converge a {\displaystyle L}.
In simboli: {\displaystyle L=\sum _{n=0}^{\infty }f_{n}\iff L=\lim _{k\rightarrow \infty }S_{k}=\lim _{k\rightarrow \infty }(f_{1}+f_{2}+\ldots +f_{k}).}
Nel caso in cui il termine generale è una funzione {\displaystyle f(x)}, si definisce dominio di convergenza della serie di funzioni l'insieme dei valori di {\displaystyle x} per cui la serie converge. Si nota che valutando la funzione {\displaystyle f(x)} in un punto {\displaystyle x_{0}} la serie diventa una serie numerica.

### Carattere delle serie
Stabilire il carattere di una serie significa determinare se essa è convergente, divergente o indeterminata.
Una serie {\displaystyle \sum _{n=0}^{\infty }a_{n}} è una serie convergente al limite {\displaystyle -\infty <L<\infty } se la relativa successione delle somme parziali converge a {\displaystyle L}, ossia si verifica:
{\displaystyle \sum _{n=0}^{\infty }a_{n}=\lim _{N\to \infty }S_{N}=\lim _{N\to \infty }\sum _{n=0}^{N}a_{n}.}
Se il limite {\displaystyle L} è infinito la serie si dice serie divergente, mentre se il limite non esiste la serie si dice serie indeterminata o serie oscillante. Se inoltre la serie converge o diverge, essa è detta serie regolare.
Per determinare il carattere di una serie sono stati sviluppati diversi criteri di convergenza che legano la convergenza della serie allo studio del limite di successioni associate alla serie. Una condizione necessaria ma non sufficiente affinché una serie converga è che:
{\displaystyle \lim _{n\to +\infty }a_{n}=0.}
Un controesempio alla sufficienza è dato dalla serie armonica. Per mostrare la precedente condizione, sia:
{\displaystyle s_{n}=a_{1}+a_{2}+\dots +a_{n}}
la somma parziale ennesima. La convergenza della serie significa che esiste il limite finito:
{\displaystyle \lim _{n\to \infty }s_{n}=\lim _{n\to \infty }s_{n-1}=L.}
Poiché {\displaystyle a_{n}=s_{n}-s_{n-1}}, si ha:
{\displaystyle \lim _{n\to \infty }a_{n}=\lim _{n\to \infty }{s_{n}-s_{n-1}}=L-L=0.}

## Serie numeriche
Nelle serie numeriche il termine generale della serie {\displaystyle a_{n}} è un numero, reale o complesso, che dipende solo da {\displaystyle n} e non da altre variabili.
Per la determinazione della convergenza o meno delle serie numeriche conviene individuarne tre tipi per i quali sono disponibili criteri di convergenza spesso semplici ed efficaci.

### Il criterio di convergenza di Cauchy
Una serie numerica converge se e solo se per ogni {\displaystyle \varepsilon >0} esiste un {\displaystyle m\in N} tale che per tutti gli {\displaystyle n\geq m} e per ogni {\displaystyle p\geq 1} si verifica:
{\displaystyle \left|\sum _{j=n+1}^{n+p}a_{j}\right|<\varepsilon .}
L'enunciato è sostanzialmente il criterio di convergenza di Cauchy applicato alla successione delle somme parziali.

### Serie a termini positivi
Una serie si dice a termini positivi quando tutti i suoi termini sono reali positivi, cioè data la serie:
{\displaystyle \sum _{n=0}^{+\infty }a_{n}}
il numero {\displaystyle a_{n}} è reale positivo. Si noti che tali serie possono solo divergere o convergere, e le somme parziali sono monotone crescenti:
{\displaystyle s_{n+1}=s_{n}+a_{n+1}>s_{n}}
perciò per il teorema di esistenza del limite nel caso di successioni monotone, questo tipo di serie convergono, se le somme parziali n-esime sono limitate, o sono divergenti ma non possono essere indeterminate.
Il carattere di una serie a termini di segno costante si ottiene applicando vari metodi, quali il criterio del confronto asintotico, il criterio della radice, il criterio del rapporto e il criterio del confronto. Se la condizione necessaria di convergenza non è rispettata, allora per il teorema di regolarità della serie a termini di segno costante, la serie diverge sicuramente.
Si dicono inoltre serie a termini di segno qualsiasi le serie a termini reali le quali presentano sia infiniti termini positivi che infiniti termini negativi.

#### Somma di serie
La somma di due serie è la serie:
{\displaystyle \sum _{n=0}^{+\infty }a_{n}+\sum _{n=0}^{+\infty }b_{n}=\sum _{n=0}^{+\infty }(a_{n}+b_{n}).}
Se le serie an e bn sono convergenti anche la somma delle due serie sarà convergente. Se una delle due serie diverge anche la somma delle serie sarà divergente. Inoltre:
{\displaystyle \sum _{k=0}^{\infty }(a_{k}-b_{k})=\sum _{k=0}^{\infty }a_{k}-\sum _{k=0}^{\infty }b_{k}.}

#### Prodotto di serie
Si definisce prodotto di Cauchy di due serie la serie:
{\displaystyle \sum _{n=0}^{+\infty }a_{n}*\sum _{n=0}^{+\infty }b_{n}=\sum _{n=0}^{+\infty }c_{n},}
dove:
{\displaystyle c_{n}=(a_{n}b_{0}+a_{n-1}b_{1}+\dots +a_{0}b_{n})=\sum _{k=0}^{n}a_{n-k}b_{k}.}
Se le due serie a termini positivi sono convergenti allora il prodotto è convergente e la sua somma vale il prodotto delle somme delle serie date.
Questo risultato si estende a serie di termini qualunque nell'ipotesi che almeno una delle serie sia assolutamente convergente. Se entrambe le serie convergono ma non assolutamente, la successione {\displaystyle c_{n}} potrebbe non essere infinitesima e il prodotto potrebbe non convergere, come avviene nel caso {\displaystyle a_{n}=b_{n}=(-1)^{n}(n+1)^{-1/2}}. In generale, invece:
{\displaystyle \sum _{k=0}^{\infty }(a_{k}*b_{k})\neq \sum _{k=0}^{\infty }a_{k}*\sum _{k=0}^{\infty }b_{k}.}

#### Convergenza assoluta
La serie {\displaystyle \sum _{n=1}^{\infty }a_{n}} a termini di segno qualunque si dice assolutamente convergente se la serie dei valori assoluti {\displaystyle \sum _{n=1}^{\infty }|a_{n}|} è convergente. La convergenza assoluta implica la convergenza (ordinaria), detta anche convergenza semplice. Occorre sottolineare che non tutte le serie che convergono semplicemente convergono anche assolutamente: se ciò non accade, si dice che la serie è condizionatamente convergente. Ad esempio, la serie:
{\displaystyle \sum _{n=1}^{\infty }(-1)^{n-1}{\frac {1}{n}}}
converge semplicemente (a {\displaystyle \ln 2}), ma non converge assolutamente, dato che la serie ad essa associata è quella armonica.

#### Convergenza incondizionata
Data una serie, si può pensare di cambiare l'ordine dei suoi addendi: mentre una somma finita gode della proprietà commutativa, questo non è vero in generale per una serie infinita di addendi. Per esempio, una serie i cui termini pari siano -1 e quelli dispari 1 è oscillante, ma se si disordinano gli addendi la serie risultante può essere divergente.
Data una qualunque funzione biunivoca {\displaystyle \sigma :\mathbb {N} \to \mathbb {N} }, si definisce una permutazione (anche detta riarrangiamento o permutata) della serie {\displaystyle \sum {a_{n}}} ogni oggetto della forma {\displaystyle \sum {a_{\sigma (n)}}}. Ora, se la serie originaria converge, si dice che essa è incondizionatamente convergente se tutte le sue serie permutate convergono.
Il teorema di Riemann-Dini afferma che:
- Una serie è incondizionatamente convergente se e solo se è assolutamente convergente; in questo caso, ogni permutata della serie originaria (e la serie stessa) convergono alla medesima somma.
- Se una serie è convergente, ma non assolutamente convergente, allora per ogni {\displaystyle \alpha ,\beta \in \mathbb {R} \cup \{-\infty ,+\infty \},\alpha \leq \beta }, esiste una permutazione {\displaystyle \sigma :\mathbb {N} \longrightarrow \mathbb {N} } tale che:

{\displaystyle \liminf _{n\rightarrow \infty }{\sum _{k=0}^{n}u_{\sigma (k)}}=\alpha \qquad \limsup _{n\rightarrow \infty }{\sum _{k=0}^{n}u_{\sigma (k)}}=\beta .}
In particolare, se si sceglie {\displaystyle \alpha =\beta } la serie permutata converge a tale limite (o diverge se tale numero è infinito).

## Serie complesse
Si definisce serie infinita a termini complessi una somma del tipo:
{\displaystyle z_{1}+z_{2}+\dots +z_{n}+\dots ,}
o più sinteticamente:
{\displaystyle \sum _{n=0}^{\infty }z_{n},}
dove {\displaystyle z_{i}=(a_{i}+ib_{i})}, e dunque si scrive:
{\displaystyle (a_{1}+ib_{1})+(a_{2}+ib_{2})+\dots +(a_{n}+ib_{n})+\dots }
Questa serie si dice convergente se la somma dei primi {\displaystyle n} termini:
{\displaystyle S_{n}=(a_{1}+a_{2}+\dots +a_{n})+i(b_{1}+b_{2}+\dots +b_{n})}
tende ad un limite finito al tendere di {\displaystyle n\to \infty }. Si può dedurre che la serie è convergente ad {\displaystyle S} se sono convergenti le due serie parte reale e parte immaginaria rispettivamente ai punti {\displaystyle A} e {\displaystyle B}, e in tal caso la serie generale converge al punto {\displaystyle S=A+iB}, che è detta somma della serie.
Condizione necessaria per la convergenza della serie è che:
{\displaystyle \lim _{n\to \infty }z_{n}=0,}
cioè i termini della serie sono infinitesimi. Se la serie complessa ottenuta prendendo i valori assoluti dei termini di una serie:
{\displaystyle {\sqrt {a_{1}^{2}+b_{1}^{2}}}+{\sqrt {a_{2}^{2}+b_{2}^{2}}}+\dots +{\sqrt {a_{n}^{2}+b_{n}^{2}}}+\dots =\sum _{n=0}^{\infty }|z_{n}|}
è convergente, allora anche la serie di partenza è convergente. Infatti, dalle disuguaglianze:
{\displaystyle {\sqrt {a_{n}^{2}+b_{n}^{2}}}\geq |a_{n}|\qquad {\sqrt {a_{n}^{2}+b_{n}^{2}}}\geq |b_{n}|}
segue che entrambe le serie {\displaystyle \{a_{n}\}} e {\displaystyle \{b_{n}\}} convergono.
Una condizione necessaria e sufficiente per la convergenza è invece che per ogni {\displaystyle \varepsilon >0} esista {\displaystyle N>0} tale che per {\displaystyle p} intero positivo qualsiasi si abbia:
{\displaystyle \left|\sum _{j=n+1}^{n+p}(a_{j}+ib_{j})\right|<\varepsilon \qquad n>N.}
In generale, per le serie numeriche complesse valgono tutte le proprietà delle serie numeriche reali.
Una serie di funzioni complesse:
{\displaystyle v_{1}(z)+v_{2}(z)+\dots }
è uniformemente convergente se esiste {\displaystyle N>0} tale che per ogni {\displaystyle z\in A} si ha:
{\displaystyle \left|\sum _{i=n+1}^{n+p}v_{i}(z)\right|<\varepsilon ,}
per ogni {\displaystyle \varepsilon >0} e per ogni {\displaystyle n>N} e {\displaystyle p} intero positivo. Se i termini della serie sono funzioni continue in un dominio {\displaystyle A} e la serie è uniformemente convergente, allora anche la somma della serie è continua in {\displaystyle A}.
Condizione necessaria e sufficiente per la convergenza assoluta e uniforme della serie è che per tutti i valori di {\displaystyle z} i termini della serie siano tutti limitati nel dominio {\displaystyle A}.

### Teoremi di Weierstrass
Il primo teorema di Weierstrass stabilisce che se i termini di una serie sono funzioni analitiche in un dominio {\displaystyle A} semplicemente connesso, la sua somma {\displaystyle S(z)} è una funzione analitica nello stesso dominio. Infatti, nelle ipotesi del teorema la funzione somma è sicuramente continua e si può scambiare la serie con l'integrale:
{\displaystyle \int _{\gamma }S(z)dz=\int dz\lim _{n\to \infty }\sum _{k=1}^{n}f_{k}(z)=\lim _{n\to \infty }\sum _{k=1}^{n}\int _{\gamma }f_{k}(z)dz,}
dove {\displaystyle \gamma } è una qualsiasi curva chiusa appartenente al dominio {\displaystyle A}. Ne segue che:
{\displaystyle \oint _{\gamma }dz\ S(z)=0}
e per il teorema di Morera, {\displaystyle S(z)} è analitica.
Il secondo teorema di Weierstrass afferma invece che se una serie di funzioni analitiche in un dominio connesso e chiuso {\displaystyle A} è uniformemente convergente, allora può essere derivata termine a termine {\displaystyle n} volte.

## Serie di potenze
In matematica, soprattutto in analisi complessa, sono di particolare importanza le serie di potenze. Si tratta di particolari serie di funzioni della forma:
{\displaystyle \sum _{n=0}^{+\infty }a_{n}(x-c)^{n},}
dove {\displaystyle c} è detto il centro della serie. Si può dimostrare che per ogni serie di potenze esiste un numero {\displaystyle r}, con {\displaystyle 0\leq r\leq \infty } tale che la serie converge quando {\displaystyle |x-c|<r} e diverge quando {\displaystyle |x-c|>r}. Il numero {\displaystyle r} è il raggio di convergenza della serie di potenze. Esistono alcuni criteri che facilitano la ricerca del raggio di convergenza della serie.
Una serie complessa di potenze positive è del tipo:
{\displaystyle \sum _{n=0}^{\infty }c_{n}(z-z_{0})^{n}=a_{0}+a_{1}(z-z_{0})+a_{2}(z-z_{0})^{2}+\dots }
Dai teoremi di Weierstrass e Abel discende che la somma di una serie di potenze intere nel suo cerchio di convergenza è una funzione analitica, e che ogni serie di potenze è una serie di Taylor della funzione somma. Il teorema di Abel fornisce una caratterizzazione della regione di convergenza, mentre la formula di Cauchy-Hadamard mostra come si possa stabilire con esattezza il valore del raggio di convergenza.

### Teorema di Abel
Se la serie di potenze positive converge in un punto {\displaystyle z=z_{0}} allora converge uniformemente in ogni punto:
{\displaystyle |z-z'|<|z_{0}-z'|,}
cioè in ogni cerchio di raggio:
{\displaystyle R\leq |z_{0}-z'|.}
Infatti, secondo le ipotesi del teorema la serie converge in {\displaystyle z=z_{0}}, e si vuole provare la sua convergenza in tutto un cerchio di raggio {\displaystyle R}. Se si riscrive:
{\displaystyle c_{n}(z-z')^{n}=c_{n}(z_{0}-z')^{n}\left({\frac {z-z'}{z_{0}-z'}}\right)^{n}}
e questa serie converge in {\displaystyle z=z_{0}}, allora si può maggiorare:
{\displaystyle \left|\sum _{n=0}^{\infty }c_{n}(z-z')^{n}\right|\leq M\sum _{n=0}^{\infty }\left|{\frac {z-z'}{z_{0}-z'}}\right|^{n}\leq M\cdot \sum _{n=0}^{\infty }k^{n}={\frac {M}{1-k}}.}
La convergenza è quindi assoluta e uniforme.

### Formula di Cauchy-Hadamard
Il raggio di convergenza di una serie di potenze intere positive è uguale a:
{\displaystyle R=\lim _{n\to \infty }\left|{\frac {c_{n}}{c_{n+1}}}\right|}
oppure:
{\displaystyle {\frac {1}{R}}=\lim _{n\to \infty }\left(|c_{n}|\right)^{1/n}}
se tale limite esiste ed è finito. All'interno di questo raggio la serie è uniformemente e assolutamente convergente. Sulla circonferenza può convergere o meno e si valuta caso per caso e la serie diverge al di fuori di questo cerchio. Può capitare il caso in cui la serie converga in un solo punto, allora la serie è necessariamente composta di un solo termine.

### Serie di Taylor
La serie di Taylor è lo sviluppo di una funzione (nel suo cerchio di convergenza) in serie di potenze in un punto in cui la funzione è analitica. Tale sviluppo è unico ed ha la forma:
{\displaystyle \sum _{k=0}^{\infty }a_{k}(z-z_{0})^{k},}
con:
{\displaystyle a_{k}={\frac {1}{k!}}\left[{\frac {d^{k}f(z)}{dz^{k}}}\right]_{z=z_{0}}={\frac {1}{2\pi i}}\int _{C}{\frac {f(z)}{(z-z_{0})^{k+1}}}\,dz.}
Infatti, dalla rappresentazione di Cauchy si ha:
{\displaystyle f(z)={\frac {1}{2\pi i}}\oint _{C}{\frac {f(z')}{(z'-z)}}\ dz'.}
Sviluppando il denominatore nel seguente modo:
{\displaystyle {\frac {1}{z'-z_{0}-(z-z_{0})}}={\frac {1}{z'-z_{0}}}\cdot \sum _{k=0}^{\infty }\left({\frac {z-z_{0}}{z'-z_{0}}}\right)^{k}}
e integrando termine a termine questa serie, che è uniformemente convergente, si ottiene:
{\displaystyle f(z)=\sum _{k=0}^{\infty }(z-z_{0})^{k}{\frac {1}{2\pi i}}\oint _{C}{\frac {f(z')}{(z'-z_{0})^{k+1}}}\ dz',}
dove:
{\displaystyle a_{k}={\frac {1}{2\pi i}}\oint _{C}{\frac {f(z')}{(z'-z_{0})}}\ dz'={\frac {f^{(k)}(z_{0})}{k!}},}
come si voleva mostrare.
La serie è convergente entro il cerchio di convergenza (fino alla più vicina singolarità isolata) ed entro il dominio di analiticità della funzione {\displaystyle f(z)}, e può essere derivata termine a termine. Si deduce che l'analiticità di una funzione e la sviluppabilità in serie di Taylor sono concetti equivalenti.

### Serie di Laurent
La serie di potenze di Laurent considera anche le potenze negative:
{\displaystyle \sum _{k=-\infty }^{\infty }d_{k}(z-z_{0})^{k},}
con:
{\displaystyle d_{k}={\frac {1}{2\pi i}}\oint _{C}{\frac {f(z)}{(z-z_{0})^{k+1}}}\ dz.}
In generale {\displaystyle d_{k}} non è la derivata {\displaystyle d^{k}f(z_{0})/dz^{k}}.
Supponendo che la funzione {\displaystyle f(z)} sia olomorfa nella corona circolare di centro {\displaystyle b} formata dalle circonferenze {\displaystyle C_{2}} interna e {\displaystyle C_{1}} esterna e sulle circonferenze, per ogni punto z la formula integrale di Cauchy si scrive:
{\displaystyle f(z)={\frac {1}{2\pi i}}\oint _{C_{1}}{\frac {f(z')}{z'-z}}dz'+{\frac {1}{2\pi i}}\oint _{C_{2}}{\frac {f(z')}{z'-z}}dz'.}
Integrando il primo integrale su {\displaystyle C_{1}} si ha: {\displaystyle \left|{\frac {z-b}{z'-b}}\right|<1} e si può rappresentare il primo membro in serie di Taylor. Il secondo membro dà sempre {\displaystyle \left|{\frac {z-b}{z'-b}}\right|<1} e si ha uno sviluppo:
{\displaystyle {\frac {1}{z'-z}}=-{\frac {1}{z-b}}{\frac {1}{1-{\frac {z'-b}{z-b}}}}=-\sum _{k=0}^{\infty }{\frac {(z'-b)^{k}}{(z-b)^{k+1}}},}
cioè in serie di potenze negative di {\displaystyle (z-b)}. Raggruppando le due serie si ottiene la serie di Laurent.
La serie di Laurent ha potenze positive e negative dunque il dominio di questa serie non comprende il punto {\displaystyle z_{0}} che annullerebbe le potenze negative e risulta che la regione di convergenza non è un cerchio ma una regione anulare, cioè una corona circolare:
{\displaystyle |z-z_{0}|<\rho _{2}\,e\,|z-z_{0}|>\rho _{1},}
o ancora meglio:
{\displaystyle \rho _{2}<|z-z_{0}|<\rho _{1}.}

## Stima di somme
Data una funzione {\displaystyle f\colon N\to \mathbb {R} ^{+}}, l'espressione {\displaystyle \sum _{k=0}^{n}f(k)} rappresenta la somma:
{\displaystyle \sum _{k=0}^{n}f(k)=f(0)+f(1)+\dots +f(n).}
Essa definisce chiaramente una funzione {\displaystyle S\colon \mathbb {N} \to \mathbb {R} ^{+}} che associa ad ogni {\displaystyle n\in \mathbb {N} } il valore {\displaystyle S(n)=\sum _{k=0}^{n}f(k)}.
Dall'analisi degli algoritmi si utilizza sovente la valutazione di somme di questo tipo, ad esempio nello studio in un'istruzione del tipo
```
for
 
i
 
=
 
0
 
to
 
n
 
do
 
C
(
i
)

```

per un comando C qualsiasi si ottiene la somma:
{\displaystyle \sum _{k=0}^{n-1}c(k),}
dove {\displaystyle c(k)} è il tempo di calcolo del comando C quando la variabile {\displaystyle i} assume il valore {\displaystyle k}. L'ordine di grandezza di una somma può essere dedotto dall'ordine di grandezza dei suoi addendi.

### Stima asintotica
Siano {\displaystyle f} e {\displaystyle g} due funzioni definite su {\displaystyle \mathbb {N} } a valori in {\displaystyle \mathbb {R} ^{+}} e siano {\displaystyle F} e {\displaystyle G} le loro funzioni somma, cioè:
{\displaystyle F(n)=\sum _{k=0}^{n}f(k)\qquad G(n)=\sum _{k=0}^{n}g(k),\qquad \forall n\in N.}
Allora {\displaystyle f(n)=\theta (g(n))} implica {\displaystyle F(n)=\theta (G(n))}.
In altre parole, si può ricondurre lo studio asintotico di {\displaystyle F} e {\displaystyle G} sapendo che la relazione esistente tra le loro funzioni {\displaystyle f(n)} e {\displaystyle g(n)} sono {\displaystyle f(n)=\theta (g(n))}, allora si ottiene che {\displaystyle F(n)=\theta (G(n))}. Da notare che il simbolo {\displaystyle \theta } viene usato per indicare che due funzioni hanno lo stesso ordine di grandezza a meno di costanti moltiplicative.

#### Dimostrazione
La proprietà è una semplice conseguenza della definizione di {\displaystyle \theta }. Infatti per l'ipotesi esistono due costanti positive {\displaystyle c}, {\displaystyle d} tali che {\displaystyle cg(k)\leq dg(k)} per ogni {\displaystyle k} abbastanza grande. Sostituendo questi valori nelle rispettive sommatorie si ottiene:
{\displaystyle C\sum _{k=0}^{n}g(k)\leq \sum _{k=0}^{n}f(k)\leq D\sum _{k=0}^{n}g(k),}
per due costanti {\displaystyle C}, {\displaystyle D} fissate e ogni {\displaystyle n} sufficientemente grande.

#### Esempio
Si vuole valutare l'ordine di grandezza della somma:
{\displaystyle \sum _{k=1}^{n}k\log \left(1+{1 \over k}\right).}
Poiché {\displaystyle k\log \left(1+{1 \over k}\right)=\theta (1)}, applicando la proposizione precedente si ottiene:
{\displaystyle \sum _{k=1}^{n}k\log \left(1+{1 \over k}\right)\geq \theta \left(\sum _{k=0}^{n}1\right)=\theta (1).}

## Serie numeriche fondamentali
È importante conoscere il carattere di alcune cosiddette "serie fondamentali", cioè serie specifiche che vengono utilizzate spesso nell'applicazione dei criteri di convergenza. Esse sono, ad esempio, la serie di Mengoli, la serie geometrica, la serie armonica o la serie resto.

### Serie notevoli
Nel seguito alcuni esempi:
- {\displaystyle \sum _{k=0}^{n}q^{k}={\frac {1-q^{n+1}}{1-q}}} da cui viene per |q|<1 {\displaystyle \sum _{k=0}^{\infty }q^{k}={\frac {1}{1-q}}}
- {\displaystyle \sum _{k=1}^{\infty }{\frac {1}{k^{2}}}={\frac {\pi ^{2}}{6}}}
- {\displaystyle \sum _{k=0}^{\infty }{\frac {1}{(2k+1)^{2}}}={\frac {\pi ^{2}}{8}}}
- {\displaystyle \sum _{k=0}^{\infty }{\frac {(-1)^{k}}{2k+1}}={\frac {\pi }{4}}}
- {\displaystyle \sum _{k=0}^{\infty }{\frac {z^{k}}{k!}}=e^{z}}
- {\displaystyle \sum _{k=0}^{\infty }(-1)^{k}{\frac {z^{2k+1}}{(2k+1)!}}=\sin z}
- {\displaystyle \sum _{k=0}^{\infty }(-1)^{k}{\frac {z^{2k}}{(2k)!}}=\cos z}
- {\displaystyle \sum _{k=0}^{\infty }{\frac {z^{2k+1}}{(2k+1)!}}=\sinh z}
- {\displaystyle \sum _{k=0}^{\infty }{\frac {z^{2k}}{(2k)!}}=\cosh z}
- {\displaystyle \sum _{k=0}^{\infty }(-1)^{k}{\frac {x^{k+1}}{k+1}}=\log(1+x)} con {\displaystyle x\in \left(-1;1\right]}
- {\displaystyle \sum _{k=0}^{\infty }(-1)^{k}{\frac {x^{2k+1}}{2k+1}}=\arctan(x)} con {\displaystyle x\in \left[-1;1\right]}